# Australian Open 2006/Damendoppel-Rollstuhl
Das Damendoppel (Rollstuhl) der Australian Open 2006 war ein Rollstuhltenniswettbewerb in Melbourne und fand als Wheelchair Classic 8’s at Australian Open vom 27. bis zum 29. Januar statt.
Titelverteidiger waren Florence Gravellier und Maaike Smit.

## Setzliste
| Nr. | Paarung                             | Erreichte Runde |
| --- | ----------------------------------- | --------------- |
| 01. | Jiske Griffioen Esther Vergeer      | Sieg            |
| 02. | Florence Gravellier Sharon Walraven | Halbfinale      |

## Ergebnisse
Zeichenerklärung
- Q = Qualifikant
- WC = Wildcard
- LL = Lucky Loser
- ITF = qualifiziert über ITF-Ranking
- ALT = alternate (Ersatz)
- PR = Protected Ranking
- SE = Special Exempt
- r = retired (Aufgabe)
- d = Disqualifikation
- w.o. = walkover
- [ ] = Match-Tie-Break

|  | Halbfinale | Halbfinale                          | Halbfinale | Halbfinale | Halbfinale |  |  | Finale | Finale                         | Finale | Finale | Finale |
|  |            |                                     |            |            |            |  |  |        |                                |        |        |        |
|  |            |                                     |            |            |            |  |  |        |                                |        |        |        |
|  | 1          | Jiske Griffioen Esther Vergeer      | 6          | 6          |            |  |  |        |                                |        |        |        |
|  |            | Beth Ann Arnoult Korie Homan        | 0          | 1          |            |  |  |        |                                |        |        |        |
|  |            |                                     |            |            |            |  |  | 1      | Jiske Griffioen Esther Vergeer | 6      | 6      |        |
|  |            |                                     |            |            |            |  |  |        | Yuka Chokyu Mie Yaosa          | 2      | 0      |        |
|  |            | Yuka Chokyu Mie Yaosa               |            |            |            |  |  |        |                                |        |        |        |
|  | 2          | Florence Gravellier Sharon Walraven | w.         | o.         |            |  |  |        |                                |        |        |        |
|  |            |                                     |            |            |            |  |  |        |                                |        |        |        |